# 茌平站
茌平站，位于中华人民共和国山东省聊城市茌平县信发街道，是邯济铁路上的火车站，建于1999年，2014年12月10日邯济铁路开通客运业务，但本站并未同时启用客运，仍然只办理货运业务。本站现由中国铁路济南局集团管辖。2024年1月起，该站以乘降所的形式开放临时客运业务。

## 車站周邊
- 信发小学

## 歷史
- 建于1999年。

## 外部連結
- 中国铁路客户服务中心 （页面存档备份，存于）